# Anisonyches mauritianus
Anisonyches mauritianus är en djurart som tillhör fylumet trögkrypare, och som beskrevs av Grimaldi de Zio, D'Addabbo Gallo, Morone De Lucia och Daddabbo 1988. Anisonyches mauritianus ingår i släktet Anisonyches och familjen Echiniscoididae. Inga underarter finns listade i Catalogue of Life.